# Lacul Capra
Lacul Capra  este un lac glaciar pe versantul de sud al masivului Făgăraș, la 2230 m altitudine. De aici izvorăște pârâul Capra, unul dintre izvoarele Argeșului. Lacul Capra se află în munții Făgăraș, la 45 de minute de cabana Bâlea.

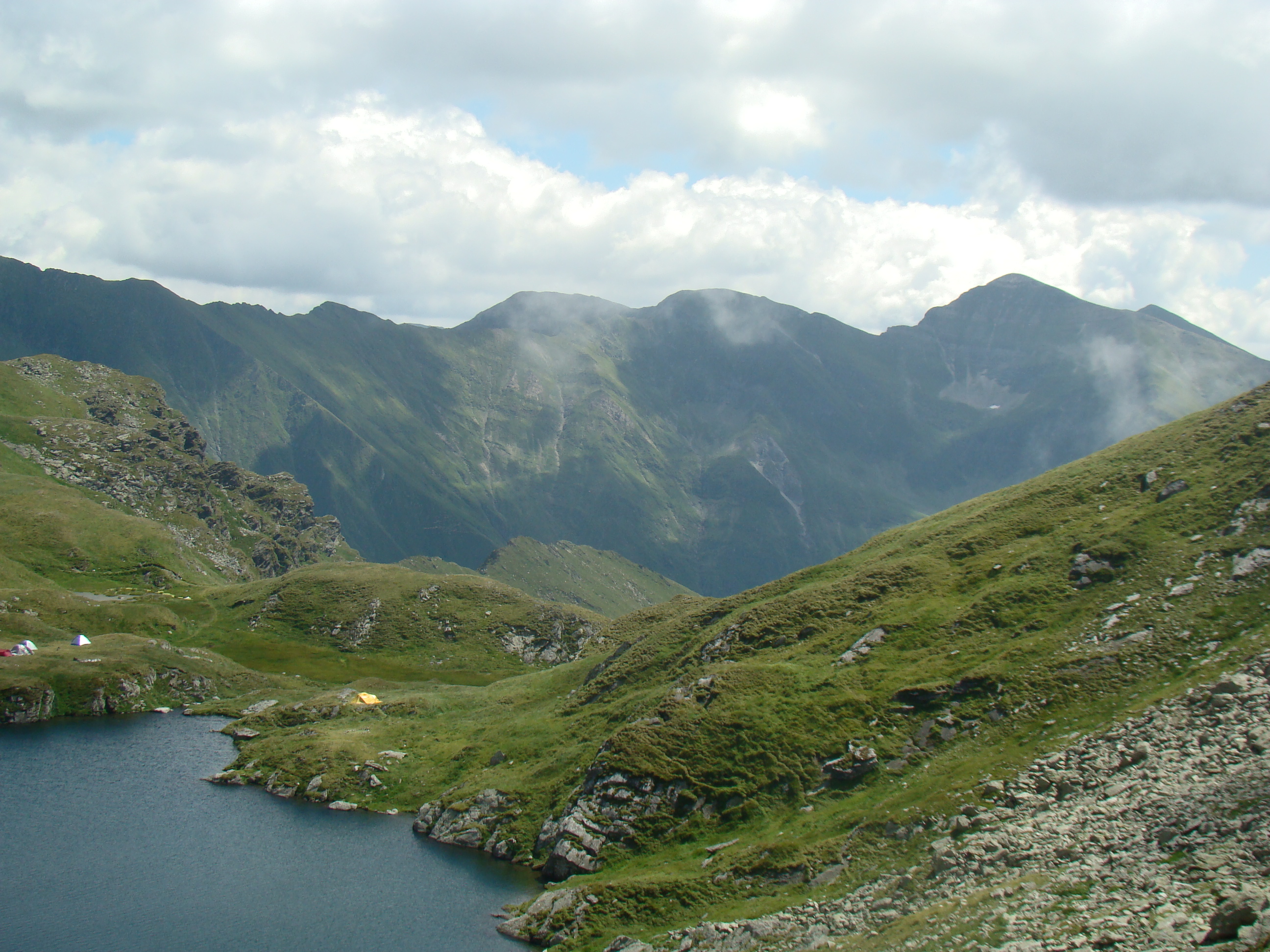

În apropierea lacului se găsesc două monumente, în amintirea celor ce au pierit în avalanșe. Riscul plecărilor bruște și dezastroase ale zăpezii este real.